# Юркевич, Илья Юрьевич
Илья Юрьевич Юркевич (бел. Ілья Юр'евіч Юркевіч; род. 7 января 2005, Брест) — белорусский футболист, нападающий брестского «Динамо».

## Карьера
Воспитанник футбольной академии брестского «Динамо». В период с 2012 до 2021 года футболист выступал в составе брестского клуба за юношеские команды различных возрастов. В 2022 году футболист был переведён в дублирующий состав. В сезоне 2023 года футболист также стал подтягиваться к матчам с основной командой клуба. Дебютировал за клуб футболист 6 ноября 2023 года в матче против минского «Динамо», выйдя на замену на 84 минуте. На протяжении сезона футболист продолжал выступать за дублирующий состав, где был одним из ключевых игроков и лучшим бомбардиром, за основную команду клуба больше не сыграв. По итогу дебютного сезона футболист вместе с клубом завершил чемпионат на итоговом десятом месте.